# Яновка (Речицкий район)
Яновка (бел. Янаўка) — в Заспенском сельсовете Речицкого района Гомельской области Белоруссии.

## География

### Расположение
В 28 км на юг от районного центра и железнодорожной станции Речица (на линии Гомель — Калинковичи), 78 км от Гомеля.

## Транспортная система
Транспортные связи по просёлочной, затем автомобильной дороге Лоев — Речица.
В деревне 73 жилых дома (2004 год). Планировка состоит из изогнутой, близкой к широтной ориентации улицы, застроенной деревянными усадьбами.

### Улицы
- Восточная
- Интернациональная
- Луговая
- Молодёжная
- Центральная
- Юбилейная

## История
Согласно письменным источникам деревня известна с XIX века в составе Заспенской волости Речицкого уезда Минской губернии. В 1879 году обозначена в Свиридовичском церковном приходе. В 1897 году в деревне находились: школа грамоты, хлебозапасный магазин. Рядом с деревней находилась одноимённая усадьба.
В 1920-х годах из деревни выделен посёлок Орёл.
С 8 декабря 1926 года до 30 декабря 1927 года центр Яновско-Гостивельского сельсовета Речицкого района Речицкого с 9 июня 1927 года Гомельского округов.
В 1931 году организован колхоз. Во время Великой Отечественной войны на фронтах погибли 35 жителей деревни. Яновка от оккупации освобождена 14 ноября 1943 года.
Согласно переписи 1959 года деревня являлась центром колхоза имени XXIV съезда КПСС. Размещалась 8-летняя школа, Дом культуры, библиотека, фельдшерско-акушерский пункт, магазин, отделение связи.
До 31 октября 2006 года в составе Свиридовичского сельсовета

## Население

### Численность
2004 год — 73 двора, 226 жителей.

### Динамика
- 1834 год — 26 дворов.
- 1850 год — 35 дворов.
- 1897 год — 66 дворов, 434 жителя; в усадьбе 3 двора, 27 жителей (согласно переписи).
- 1959 год — 251 житель (согласно переписи).
- 2004 год — 73 двора, 226 жителей.